# Until It's Gone
Until It's Gone is een nummer van de Amerikaanse alternatieve-rockgroep Linkin Park. Het is geschreven door Chester Bennington en Mike Shinoda en geproduceerd door Shinoda en gitarist Brad Delson voor het zesde studioalbum The Hunting Party dat 13 juni 2014 uitkomt. 

## Uitgave
Na een luistersessie van zes nummers voor de pers, werd halverwege april in publicaties duidelijk dat Until It's Gone vergeleken met de andere vijf nummers de meeste radiopotentie had door het relatief minder harde geluid. Na twee weken stilte dook op maandag 28 april een pagina op op de Amerikaanse radiowebsite iHeartRadio met daarop het nummer als nieuwe toevoeging op het radiostation en de coverart die bij de single hoort. Het nummer was echter niet beschikbaar voor download. Op dezelfde dag publiceerde iTunes de tracklist op diens website, nadat de tracklist twee dagen daarvoor door fansites bekend werd gemaakt. De tracklist van iTunes vermeldde echter ook de duur van de single: drie minuten en 41 seconden. Vrijdag 2 mei maakte de band bekend dat het nummer haar wereldwijde debuut tijdens het programma van Zane Lowe op BBC Radio 1 zou krijgen. Hiermee wordt het, na The Catalyst en Lies Greed Misery, het derde nummer dat in dit radioprogramma debuteert.

## Tracklist
Alle muziek en teksten zijn geschreven door Linkin Park. 
| Nr. | Titel           | Duur  |
| --- | --------------- | ----- |
| 1.  | Until It's Gone | 03:41 |

| Nr. | Titel                           | Duur |
| --- | ------------------------------- | ---- |
| 1.  | Until It's Gone                 |      |
| 2.  | Guilty All the Same (met Rakim) |      |

| Nr. | Titel           | Duur  |
| --- | --------------- | ----- |
| 1.  | Until It's Gone | 03:41 |

| Nr. | Titel           | Duur  |
| --- | --------------- | ----- |
| 1.  | Until It's Gone | 03:42 |

Emily Armstrong · Chester Bennington · Rob Bourdon · Colin Brittain · Brad Delson 
Dave Farrell · Joe Hahn · Scott Koziol · Mike Shinoda · Mark Wakefield